# Dragan Maršićanin
Dragan Maršićanin (Драган Маршићанин) (Belgrado, 1950) è un politico serbo.
È stato Presidente della Serbia ad interim, dal 4 febbraio al 3 marzo 2004.